# Ирвайн, Джудит
Джудит Ирвайн (англ. Judith Temkin Irvine, род. 10 марта 1945) — профессор лингвистической антропологии Эдварда Сапира Мичиганского университета, где она исследует использование языка в общественной жизни Африки для создания социальной иерархии.
Ирвайн получила докторскую степень в 1973 году в Пенсильванском университете. Она начала преподавать в 1972 году на факультете антропологии Университета Брандейса и стала преподавать в Мичиганском университете в 1999 году. Ирвайн получила стипендию Гуггенхайма в 2005 году и была избрана членом Национальной академии наук в 2016 году.